# Strigocuscus pelengensis
Strigocuscus pelengensis là một loài động vật có vú trong họ Phalangeridae, bộ Hai răng cửa. Loài này được Tate mô tả năm 1945.